# Белиз Сити
Белиз Сити (на английски: Belize City, произнася се Белийз Сити, на испански: Ciudad de Belice, Сиудад де Белисе) е най-големият град и бившата столица на централноамериканската държавата Белиз. Белиз Сити е с население от 57 164 жители (2010 г.) и е основан през 17 век. Главното пристанище на страната е разположено в Белиз Сити, а града също е и индустриалният и финансов център на държавата.